# Scout Academy
Scout Academy er en uddannelse hos KFUM-spejderne, der søger at gøre en forskel for unge, og vise hvad ”morgendagens ledere” har at byde på. Det vil udvikle og synliggøre deltagernes personlige kompetencer og samtidig demonstrere deres handlekraft gennem en stribe af konkrete projekter, udviklet og gennemført af deltagerne.

## Historie
Som spejder har man lært og haft erfaring med en masse kompetencer. Man har gennem lederkurser lært om sig selv. Man har lært at arbejde i grupper og lært om planlægning og afholding af arrangementer. 
Det var en ledergruppe på korpsplan, som fik idéen til at skabe en uddannelse, som tog udgangspunkt i de ledelsesformer man kender fra spejderverdenen. Deres ide var at deltagerne skulle ende op med et kompetencebevis, som skulle kunne bruges ved fremtidige jobsamtaler. Samtidig skulle uddannelsen give mulighed for at spejderne i Danmark kunne blive mere set.
Det første Scout Academy blev afholdt i foråret 2006 og sluttede samme år i efteråret. 

## Kompetencebevis
Kompetencebeviset har til formål at kunne bevise ens lederevner til en jobsamtale. Beviset er udarbejdet i samarbejde Niels Brock Universitet og Dansk Ungdoms Fællesråd. Så beviset er mere end blot et mærke til spejderuniformen.

## Projektleder
Under uddannelsen skal der gennemgås en masse teori omkring selvforståelse, ledelse, gruppearbejde, kontakttagen, planlægning, fundraising og økonomi.
Deltagerne vil blive personlighedstestet forhold til DiSC som er en model der fortæller om dig i forhold til en gruppe.

## Projekt
Tekst mangler, hjælp os med at skrive teksten